# Playground Games
Playground Games Limited je britské vývojářské studio se sídlem v Leamington Spa v Anglii. Je známé vývojem série Forza Horizon, která je součástí větší série Forza. V roce 2018 se Playground Games stalo součástí společnosti Microsoft Studios (nyní známé jako Xbox Game Studios). Vyvíjí také další hru ze série Fable.

## Historie
Studio Playground Games založili Gavin Raeburn, Trevor Williams a Ralph Fulton. Založení studia bylo oznámeno v listopadu 2009 a jeho otevření bylo naplánováno na začátek roku 2010. V roce 2012 oznámili Playground Games svůj první projekt, Forza Horizon. Titul byl vyvinut ve spolupráci s Turn 10 Studios a vydán společností Microsoft Studios pro Xbox 360 v říjnu téhož roku. V září 2014 studio vydalo hru Forza Horizon 2 pro Xbox 360 a Xbox One a v září 2016 hru Forza Horizon 3 pro Xbox One a Microsoft Windows.
V únoru 2014 studio Playground Games oznámilo, že zakládá nový vývojářský tým zaměřený na mobilní hry. V únoru 2017 studio podrobně popsalo plány na otevření druhého studia, které se zaměří na nezávodní videoherní projekt v otevřeném světě. V listopadu oznámilo, že si pronajalo dům St. Albans House v Leamington Spa, jenž novému studiu poskytne více než 1 600 metrů čtverečních kancelářských prostor. Očekávaný počet zaměstnanců obou studií přesahoval 200 lidí.
Na veletrhu E3 2018 společnost Microsoft oznámila, že koupila studio Playground Games, jež se stalo součástí společnosti Microsoft Studios (nyní známého jako Xbox Game Studios). V téže době společnost Microsoft Studios oznámila, že 2. října 2018 vyjde hra Forza Horizon 4 a že Playground Games pracuje na neoznámeném projektu akční hry na hrdiny s otevřeným světem, o níž se později ukázalo, že patří do série Fable.
V lednu 2022 bylo oznámeno, že spoluzakladatel a ředitel studia Gavin Raeburn opustil Playground Games a založil si vlastní studio.

## Vyvinuté hry
| Rok  | Název           | Platformy                                    |
| ---- | --------------- | -------------------------------------------- |
| 2012 | Forza Horizon   | Xbox 360                                     |
| 2014 | Forza Horizon 2 | Xbox 360, Xbox One                           |
| 2016 | Forza Horizon 3 | Microsoft Windows, Xbox One                  |
| 2018 | Forza Horizon 4 | Microsoft Windows, Xbox One, Xbox Series X/S |
| 2021 | Forza Horizon 5 | Microsoft Windows, Xbox One, Xbox Series X/S |
| 2026 | Fable           | Microsoft Windows, Xbox Series X/S           |